# Günter Noris
Günter M. Noris, pseudoniem van Günter Maier (Bad Kissingen 5 juni 1935 – Kerpen, 27 november 2007) is bij velen bekend als componist van de tune van de Europarade, maar was ook een bekende Duitse bandleider, pianist, arrangeur en componist. 

## Jeugd
Maier, oudste zoon van een postbeambte, groeide samen met zijn drie broers op in het Beierse Bad Kissingen, en kwam al vroeg in aanraking met muziek. Hij volgde een klassieke opleiding aan het Beierse Staatsconservatorium in Würzburg, en volgde de klavier- en componistenopleiding. Zijn opleiding bekostigde hij als jazzmuzikant met optredens in Amerikaanse clubs als lid van het ”Hep Cats Combo”. Ook na het beëindigen van zijn succesvolle opleiding bleef hij optreden als jazzmuzikant met het “Helmut Brandt Combo”. Vanaf 1961 was Maier in opdracht van de Amerikaanse zender RIAS Berlin voor het RIAS Tanzorchester pianist en plaatsvervangend dirigent.

## Loopbaan
Het was Hildegard Knef die Maier 1966 benoemde tot muzikale leider van haar eerste Chanson-Tournee. In zijn geboorteplaats Bad Kissingen is een villa met de naam “Villa Noris”. In 1967 vertrok Noris bij RIAS Berlin, en trad hij als pianist, bandleider en arrangeur in dienst bij de West Deutsche Rundfunk (WDR). In deze periode nam Maier de artiestennaam Noris aan. In 1968 gaf Noris samen met het orkest van de WDR enkele succesvolle concerten in Japan, gedurende een tournee aldaar. Noris heeft in 1970 de musical ”Pierre und Madeleine” geschreven, welke door de WDR is opgenomen en uitgezonden met in de hoofdrollen onder andere René Kollo en Gitte Haenning.
In 1971 richtte hij ook de Big Band van de Deutsche Bundeswehr op, waarmee hij ook het muzikale programma van de Olympische Zomerspelen 1972 in München verzorgde. Speciaal voor deze spelen componeerde hij het nummer Swinging Olympia, dat jaren later bekend zou worden als tune van de Europese hitlijst, de Europarade. 
Met dezelfde Big Band trad Noris ook succesvol op tijdens het Wereldkampioenschap Voetbal 1974 in West-Duitsland. Na zijn afscheid bij de Bundeswehr, in 1983 startte hij zijn eigen Big Band die bekend werd dankzij de typische “Noris Sound”.
Tussen 1977 en 1996 brachten Noris, Hugo Strasser en Max Greger 20 officiële “Dansplaten van het jaar” uit in opdracht van de Algemene Duitse Danslerarenbond” (ADTV). In 1995 werd zijn Big Band door de ADTV uitgeroepen tot beste dansorkest ter wereld.
Günter Noris heeft in ruim 40 jaar ongeveer 2500 live optredens in 15 landen ter wereld verzorgd. De opbrengsten uit zijn liefdadigheidsconcerten lopen in de miljoenen, en was voor Bondspresident Richard von Weizsäcker aanleiding om Noris persoonlijk te onderscheiden met het Bundesverdienstkreuz. Ter gelegenheid van zijn 70e verjaardag in 2005, werd Noris gefeliciteerd door oud-Bondskanselier Helmut Schmidt en de Minister-President van Nordrhein-Westfalen,Jürgen Rüttgers. Twee jaar later stierf Noris op 72-jarige leeftijd in zijn huis in Kerpen-Horrem, vlak onder de rook van Keulen.
- Gemeinsame Normdatei: 133818608
- International Standard Name Identifier: 0000 0000 5547 7923
- Library of Congress Control Number: n2020060658
- MusicBrainz: ebe40a4e-b33d-4ba5-af20-d48da3a98517
- Nationale Bibliotheek van Tsjechië: xx0185937
- Virtual International Authority File: 47963042